# كلنكوة سميثية
كلنكوة سميثية (الاسم العلمي:Kalanchoe smithii) هي نوع من النباتات تتبع جنس الكلنكوة من الفصيلة الكرسولية.